# Geocorona

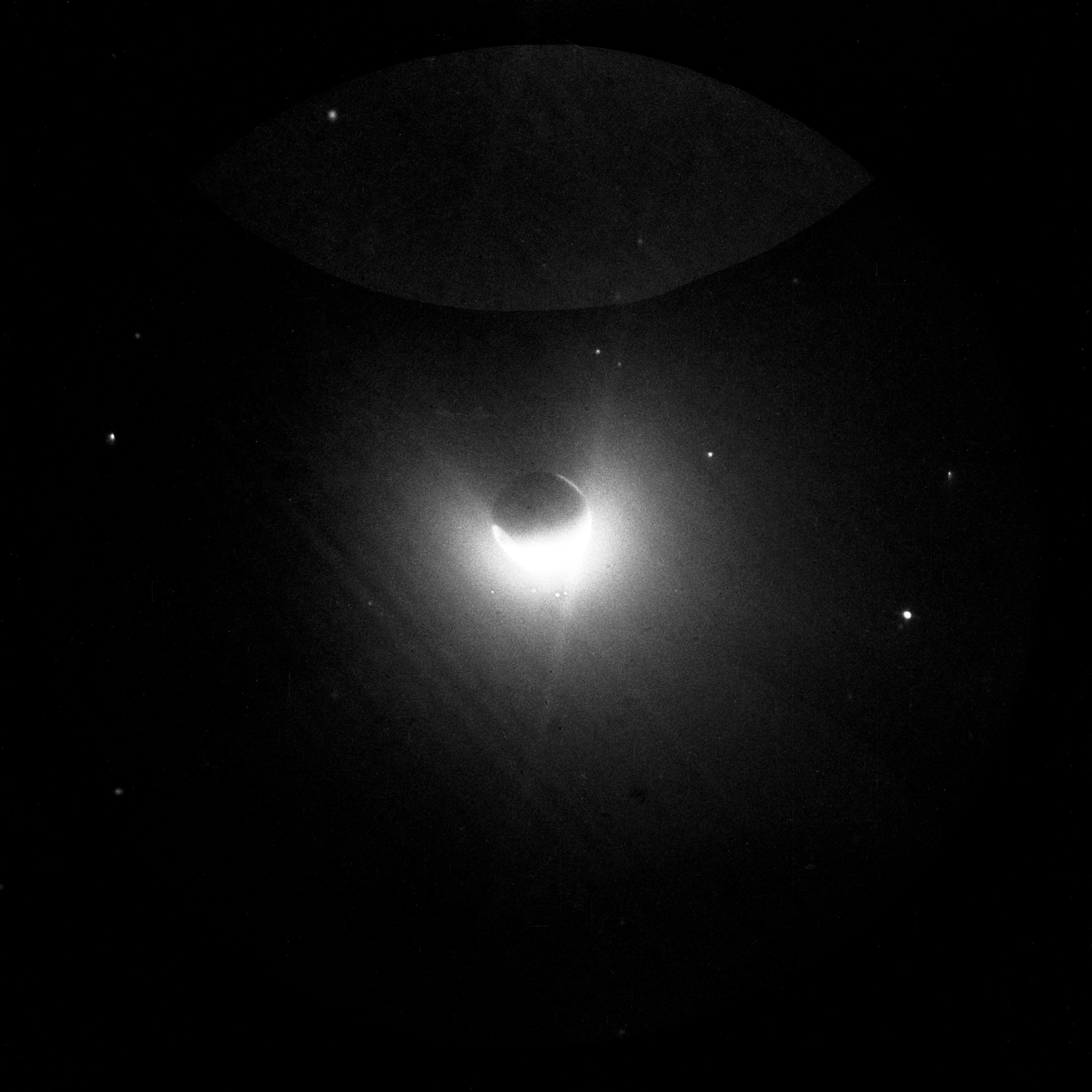
A Terra e o seu invólucro de hidrogénio, ou geocorona, vista da Lua. Esta imagem na banda ultravioleta foi obtida em 1972 com uma câmara fotográfica operada pelos austronautas da missão Apollo 16 na Lua.

Geocorona é uma extensão da região mais externa da atmosfera da Terra. Ela consiste de luz ultravioleta (série Lyman-alpha) emitida pelo Sol e refletida pela atmosfera ou então absorvida e re-emitida pelo hidrogênio neutro presente na atmosfera da Terra. Esta região se estende por pelo menos 15,5 raios terrestres. A geocorona foi estudada pelo satélite alemão Dial e pelos satélites da série Astrid, bem como pela sonda Galileo, usando seu espectrômetro ultravioleta (UVS) durante o seu trajeto orbital em redor da Terra.

## Ligações Externas
- Geocorona at Southwest Research Institute